# 塔特岩
72°40′S 74°33′E / 72.667°S 74.550°E
塔特岩（英語：Tate Rocks）是南極洲的冰原島峰，位於伊麗莎白公主地，處於梅遜峰西北面13公里，屬於格羅夫山脈的一部分，澳大利亞探險隊根據空中照片繪入地圖，現時由南極條約體系管理。